# جوزف روتنبرگ
جوزف روتنبرگ (به انگلیسی: Joseph Ruttenberg) (زاده ۴ ژوئیه ۱۸۸۹ – درگذشته ۱ مه ۱۹۸۳) عکاس خبری و فیلمبردار روسی الاصل آمریکایی بود.

## جوایز
- جایزه اسکار بهترین فیلمبرداری (۱۹۳۸، ۱۹۴۲، ۱۹۵۶، ۱۹۵۸)

## گزیده فیلم‌شناسی
- یک رابطه همه‌جانبه (۱۹۶۴)
- سه رفیق (۱۹۳۸)
- داستان فیلادلفیا (۱۹۴۰)
- رفیق ایکس (۱۹۴۰)
- زن دوچهره (۱۹۴۱)
- دکتر جکیل و مستر هاید (۱۹۴۱)
- خانم مینی‌ور (۱۹۴۲)
- برداشت محصول تصادفی (فیلم) (۱۹۴۲)
- مادام کوری (۱۹۴۳)
- چراغ گاز (۱۹۴۴)
- ماجرا (۱۹۴۵)
- دره تصمیم (۱۹۴۵)
- کارهای ناشایست جولیا (۱۹۴۸)
- یانکی باشکوه (۱۹۵۰)
- زندانی زندا (۱۹۵۲)
- ژولیوس سزار (۱۹۵۳)
- تازه‌کار بی‌رغبت (۱۹۵۸)
- ژی‌ژی (۱۹۵۸)
- آدا (۱۹۶۱)
- والس بزرگ (۱۹۳۸)
- کسی آن بالا مرا دوست دارد (۱۹۵۶)
- کوسه (فیلم ۱۹۲۰) (۱۹۲۰)
- مرد چنگکی (فیلم ۱۹۶۳) (۱۹۶۳)
- بالالایکا (فیلم) (۱۹۳۹)
- عشق چهره‌های زیادی دارد (۱۹۶۵)
- عشاق لاتین (۱۹۵۳)
- زنان (فیلم ۱۹۳۹) (۱۹۳۹)
- دختر شهر کوچک (فیلم ۱۹۵۳) (۱۹۵۳)
- اسکار (فیلم ۱۹۶۶) (۱۹۶۶)
- دعوت به رقص (۱۹۵۶)
- تازه‌کار بی‌رغبت (۱۹۵۸)
- عمارت‌های سبز (۱۹۵۹)
- آخرین باری که پاریس را دیدم (۱۹۵۴)
- ولخرج (۱۹۵۵)
- هارلو (فیلم پارامونت) (۱۹۶۵)
- چون برای منی (۱۹۵۲)
- پل واترلو (فیلم ۱۹۴۰) (۱۹۴۰)
- یک روز در مسابقه (۱۹۳۷)
- باترفیلد ۸ (۱۹۶۰)
- آهنگ منقطع (۱۹۵۵)
- خانم پارکینگتون (۱۹۴۴)
- قو (فیلم ۱۹۵۶) (۱۹۵۶)
- زن سال (۱۹۴۲)
- خشم (فیلم ۱۹۳۶) (۱۹۳۶)